# Klaus Barbie
Pour les articles homonymes, voir Barbie et Altmann.
Nikolaus Barbie dit Klaus Barbie, né le 25 octobre 1913 à Bad Godesberg en Allemagne et mort le 25 septembre 1991 à Pierre-Bénite, en France, est un criminel de guerre allemand, officier de police SS sous le régime nazi.
Il est chef de la section IV (Sipo-SD) dans les services de la police de sûreté allemande basée à Lyon, durant l'occupation de la France par l'Allemagne nazie. Sous l'uniforme nazi, il est responsable d'exécutions, de tortures, et de la déportation vers les camps de la mort d’environ 14 000 personnes dont des résistants et des juifs.
Surnommé « le Boucher de Lyon », en fuite durant près de quarante ans, il se cache en Amérique du Sud sous le nom de Klaus Altmann et obtient la nationalité bolivienne en 1957. En 1983, il est finalement extradé de Bolivie vers la France, où il est condamné à la réclusion criminelle à perpétuité pour crime contre l’humanité lors de son procès à Lyon en 1987.

## Biographie

### Origines et débuts SS en Allemagne

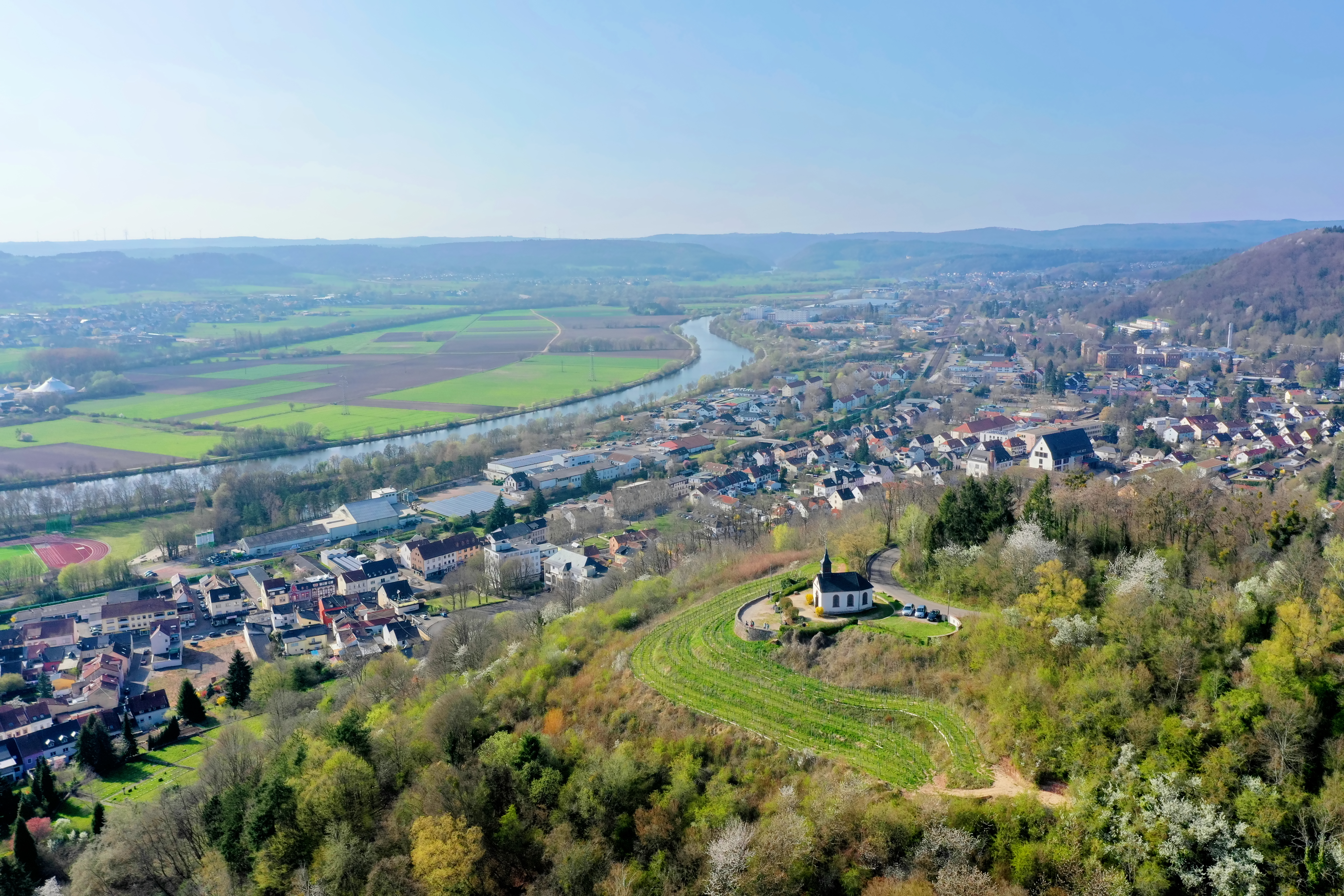
Vue aérienne de Merzig et alentour, terre d'origine de la famille Barbie.

Nikolaus « Klaus » Barbie naît le 25 octobre 1913 à Godesberg (actuelle Bad Godesberg, en Allemagne), une petite ville proche du Rhin, au sud de Bonn.
La famille Barbie est originaire de Merzig, dans la Sarre près de la frontière française, où elle réside depuis la Révolution française. Selon Klaus Barbie lui-même, ses ancêtres patrilinéaires sont des Français, probablement du nom de « Barbier », qui ont quitté la France en tant que réfugiés pendant le règne de Louis XVI.
Son père, également nommé Nikolaus, était employé de bureau puis a enseigné dans l'école primaire où Klaus Barbie était scolarisé jusqu'à l'âge de onze ans. Par la suite, il a fréquenté un pensionnat à Trèves. En 1925, toute la famille Barbie s'installe à Trèves.
En 1914, son père s'engage comme volontaire pour combattre durant la Première Guerre mondiale. D'après Klaus Barbie, son père est blessé par balle au cou à Verdun.
Klaus Barbie obtient son Abitur (équivalent du baccalauréat en France, du diplôme d'études secondaires au Canada ou de la maturité gymnasiale en Suisse) en 1933 et adhère aux Jeunesses hitlériennes (Hitlerjugend). En 1933, son père décède à l'âge de 45 ans.
En 1935, il entre dans la SS. La même année, il commence à travailler à Berlin, au service central du Sicherheitsdienst (SD), le service de sécurité du parti nazi, déclaré service de renseignements du Reich par un décret du 11 novembre 1938. Il reçoit ensuite une formation d’enquêteur au quartier général de la police de l’Alexanderplatz. Après quelques semaines à la brigade criminelle, il est affecté à la brigade des mœurs. En 1936, il est muté à Düsseldorf. L’année suivante, il passe par l'école du SD à Bernau bei Berlin avant d’être envoyé suivre un cours d’officier à Berlin-Charlottenburg. Les listes du NSDAP ayant été fermées en avril 1933, ce n’est qu’à leur réouverture en 1937 que Barbie devient membre du parti. Il est alors âgé de 23 ans.
Fin 1938, durant trois mois, il effectue son service militaire au 39e régiment d’infanterie, puis poursuit sa formation d’officier. Le 20 avril 1940, il est nommé SS-Untersturmführer (sous-lieutenant SS). Quelques jours plus tard, il épouse Regine Willms qui a adhéré au parti nazi en 1937 et travaille dans une crèche de l’association des femmes nazies.

### Pays-Bas (1940-1941)

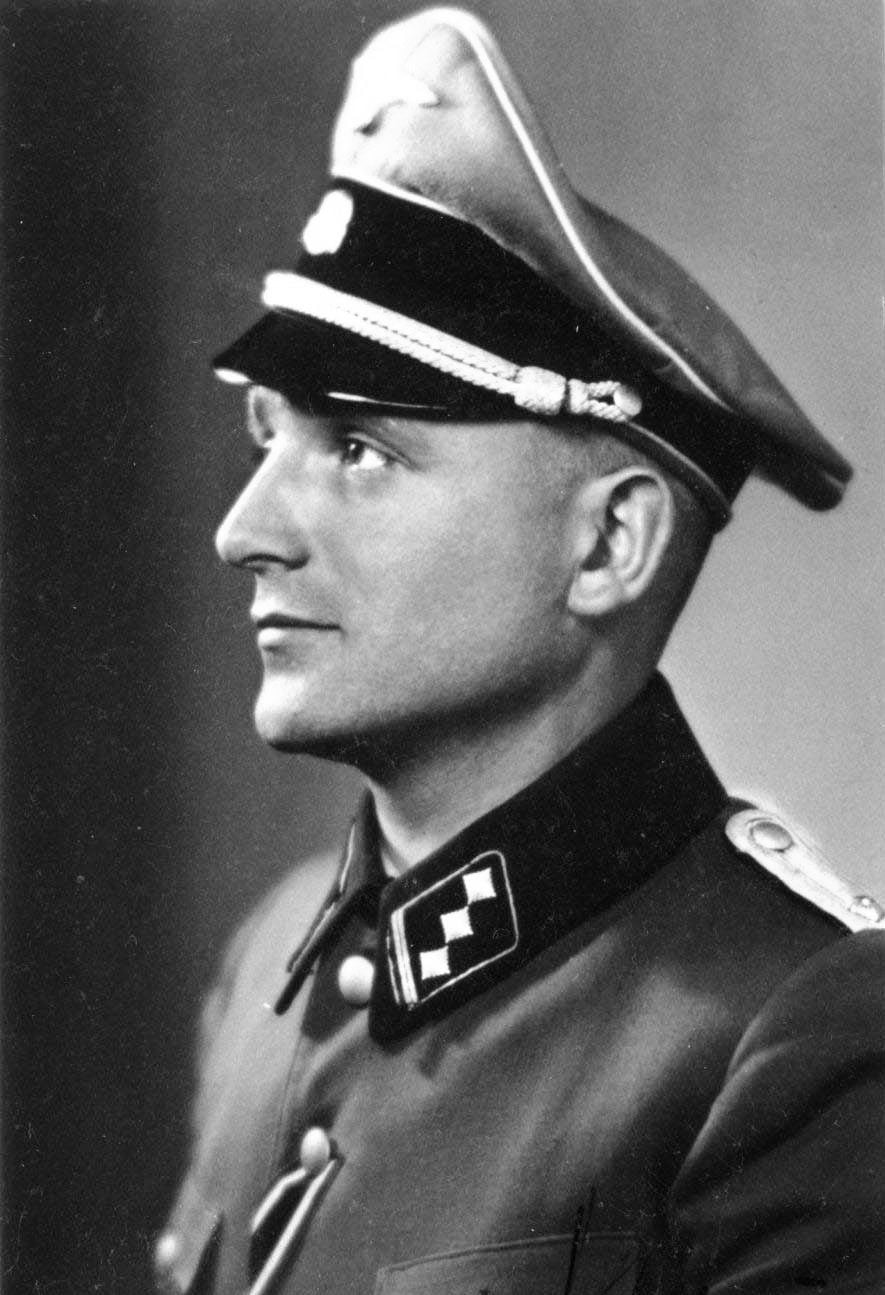
Klaus Barbie en uniforme de SS-Obersturmführer

En 1940, après l'invasion des Pays-Bas, Klaus Barbie y est envoyé au sein d'un détachement de la Sipo-SD (Sicherheitspolizei und Sicherheitsdienst, police de sécurité — État — et service de sécurité — parti nazi) à la section VI (Amt VI, Ausland-SD, renseignements à l'étranger) chargée de la préparation du débarquement en Grande-Bretagne. Avant même que celui-ci ne soit annulé, Klaus Barbie est muté à la section IV (Amt IV, improprement appelée Gestapo, en fait formée des sections [Abteilungen] II et III de la Gestapo et de la section centrale [Zentralabteilung] III2 du SD Hauptamt). Dans ce cadre, d'abord à La Haye, puis à Amsterdam, il participe activement à la poursuite et à la rafle des Juifs, des francs-maçons et des émigrés allemands. Il travaille avec tant de zèle qu'en octobre 1940, il est promu SS-Obersturmführer (lieutenant SS). Pour avoir été l'un des officiers les plus énergiques dans l'assaut du ghetto juif d'Amsterdam et pour avoir commandé des pelotons d'exécution, il est décoré de la croix de fer de seconde classe (Eisernes Kreuz II.Klasse) le 20 avril 1941.

### Front russe (1941-1942)
Bien que cela ne soit pas mentionné sur ses états de service, Klaus Barbie aurait été envoyé en URSS, de l'été 1941 au printemps 1942, dans un commando spécial de la Sipo-SD, chargé de la lutte contre les partisans sur les arrières de l'armée allemande (« J'avais suivi un stage de parachutisme [en Russie en 1941] »).

### France (1942-1944)
Au printemps 1942, comme il est bien noté et parle français, Klaus Barbie est nommé chef de la sécurité à Gex, sous-préfecture de l'Ain en France, à proximité de la frontière suisse. En fait, une mission délicate l'attend : il doit enlever Alexander Foote, un agent secret britannique travaillant pour l'URSS à Genève. Barbie réussit à soudoyer le chef d'un poste de la garde-frontière suisse et s'introduit en Suisse par le poste de Prévessin-Moëns, douane proche de sa résidence privée, avant de constater qu'Alexander Foote avait disparu.

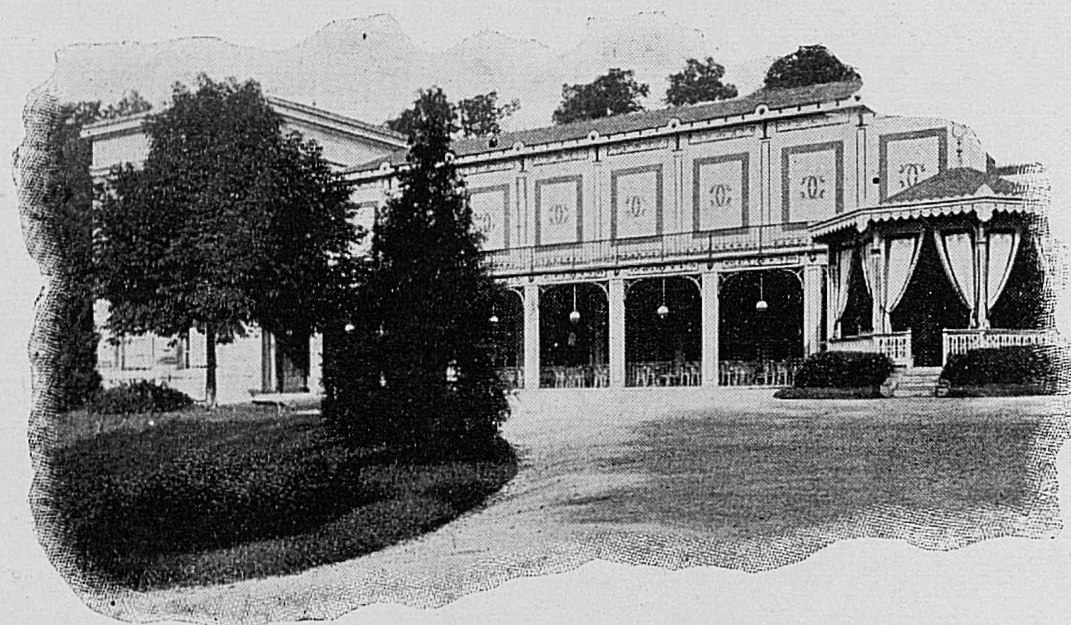
Casino de Charbonnières-les-Bains (1901)

En juin 1942, Klaus Barbie est affecté au Kommando der Sipo-SD (KDS) de Dijon où il est chargé de la surveillance des douaniers allemands. À partir de juillet 1942, il est au casino de Charbonnières-les-Bains (à l'ouest de Lyon) d'où, avec une partie du commando DONAR, il est chargé de détecter des radios clandestines. Après l'invasion de la zone libre par les Allemands en novembre 1942, il est affecté au KDS de Lyon (commandé par Rolf Mühler de novembre 1942 à janvier 1943, par Heinz Hollert et, à partir de l'été 43, par Werner Knab), où il prend le commandement de la section IV (lutte contre les résistants, les communistes, les Juifs…).

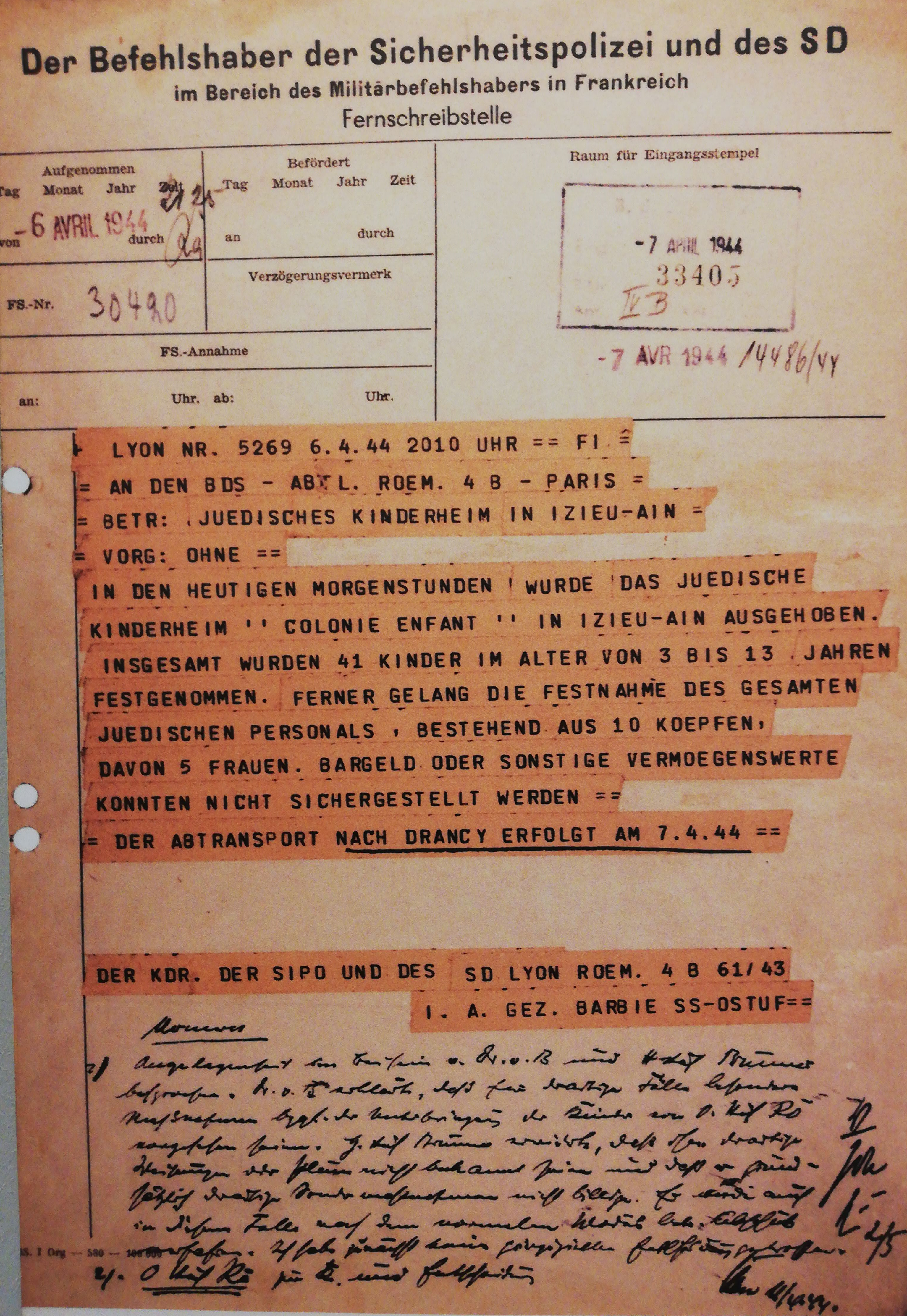
Annonce par le Sichersheitspolizei de Lyon de l'arrestation des enfants d'Izieu, 7 avril 1944

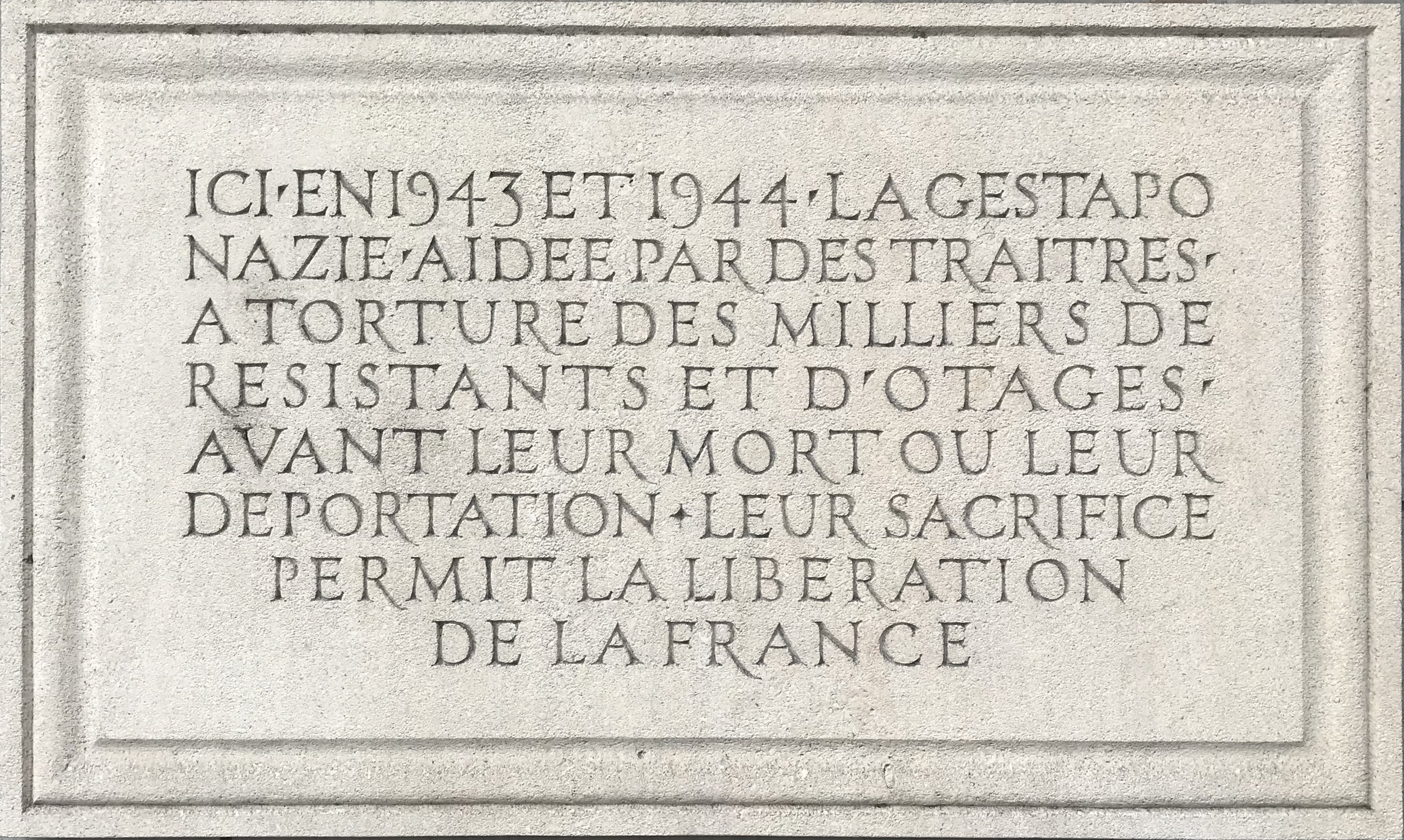
Une des nombreuses plaques à la mémoire des personnes (dont Jean Moulin) torturées par la Gestapo de Lyon, ici au centre Berthelot.

En février 1943, Klaus Barbie devient le chef de la Gestapo de la région lyonnaise (troisième officier, par ordre d'importance, au sein du KDS de Lyon) et s'installe dans les bâtiments du centre Berthelot. Sous ses ordres, sont torturés et exécutés de nombreux résistants, dont Jean Moulin. Il arrête aussi personnellement, à la demande de Joachim von Ribbentrop, en août 1943, Albert Lebrun et André François-Poncet en Isère. Surnommé « le boucher de Lyon », il donne l'ordre d'exécuter de nombreux otages et de déporter des milliers de Juifs à Drancy — étape intermédiaire avant Auschwitz. Parmi ses victimes, se trouvent les 86 personnes raflées le 9 février 1943 au siège de l'UGIF, situé 12 rue Sainte-Catherine à Lyon, mais aussi les 44 enfants d'Izieu raflés le 6 avril 1944. Le 11 août de la même année, Barbie réussit à faire partir directement de Lyon pour Auschwitz le dernier convoi de déportés avec 650 personnes dont 342 non-Juifs et 308 Juifs. Lors de son procès, il est accusé d'avoir fait fusiller 22 otages, dont des femmes et des enfants, en représailles d'un attentat sur deux policiers allemands en 1943, d'avoir torturé ou fait torturer au moins une vingtaine de personnes en 1943 et d'en avoir fait fusiller au moins une quarantaine la même année, d'avoir fait fusiller 70 Juifs à Bron et beaucoup d'autres parmi les 120 prisonniers de la prison Montluc exécutés à Saint-Genis-Laval durant l'été 1944, où il est vrai que, selon Max Payot (un agent français de la Gestapo), Fritz Hollert, deuxième officier du KDS de Lyon, donc supérieur à Klaus Barbie, est présent.
Durant le premier semestre de l'année 1944, Barbie dirige également le commando de la Sipo-SD qui accompagne les troupes de répression des maquis, notamment dans l'Ain et le Jura : il torture, tue ou fait tuer de nombreux villageois censés soutenir les maquisards. L’organigramme des services de la Gestapo à Lyon publié par le journal clandestin Spartakus (juin 1944) du groupe des Révolutionnaires communistes allemands et autrichiens (RKD) exilés en France le mentionne sous le nom de Mayer.
Il est également très actif du côté savoyard de la frontière franco-suisse, lieu de passage de clandestins vers la Suisse. Accompagné de son interprète Gottlieb Fuchs, il conduit des interrogatoires accompagnés d'actes de torture à l'hôtel Pax d'Annemasse en Haute-Savoie.
En septembre 1944, Klaus Barbie se trouve dans les Vosges. Le 5 septembre, sa présence est attestée à Bruyères avec de nombreux membres de la Sipo-SD de Lyon : le SS-Obersturmbannführer (lieutenant-colonel SS) Werner Knab, les sous-officiers Harry Stengritt et Krüll, des collaborateurs du PPF avec à leur tête Marcel Bergier et Charles Marandin, ainsi qu'une centaine d'auxiliaires français. Le 8 septembre, Barbie se rend à Rehaupal avec l'objectif de localiser un maquis.
Le 14 septembre 1944, le SS-Sturmbannführer (commandant SS) Wanninger recommande Klaus Barbie — déjà jugé dans un rapport de 1940 comme « discipliné, travailleur, honnête, amical, bon camarade, officier irréprochable » — pour une promotion au grade de SS-Hauptsturmführer (capitaine SS) en ces termes : « Klaus Barbie est connu au Quartier général comme un chef SS enthousiaste, qui sait ce qu’il veut. Il a un talent certain pour le travail de renseignement et pour la recherche des criminels. Sa plus grande réussite réside dans la destruction de nombreuses organisations ennemies. Le Reichsführer-SS Heinrich Himmler a exprimé sa gratitude à Barbie dans une lettre personnelle qui le félicitait pour la qualité de son travail dans la recherche des criminels et la lutte contre la Résistance. Barbie est [un officier] sur lequel on peut compter aussi bien sur le plan psychologique que sur le plan idéologique. Depuis sa formation et son emploi au sein du SD, Barbie a mené une carrière assidue en tant que directeur d’un service supérieur et, s’il n’y a pas d’objection, il est recommandé qu’il soit promu SS-Hauptsturmführer. »
Le 9 novembre 1944, il est promu SS-Hauptsturmführer. En poste à Halle, puis à Düsseldorf et à Essen, il termine la guerre à Wuppertal. Sur toute la période de la Seconde Guerre mondiale, il aura fait déporter près de 14 000 personnes, juives et résistantes, vers des camps de concentration et des centres d'extermination en Allemagne.
Après la Libération de la France, Barbie parvient, blessé, à gagner la ville de Baden-Baden en Allemagne.

### Après guerre (1945-1947)
Recherché par les Alliés comme criminel de guerre, Klaus Barbie figure sur deux listes : à Londres, celle de la Commission des crimes de guerre des Nations unies (UNWCC : United Nations War Crimes Commission), sous le no 48 et le nom de « Barbier, alias Kreitz », et, à Paris, celle du Registre central des criminels de guerre et des suspects pour raisons de sécurité (CROWCASS : Central Registry of Wanted War Criminals and Security Suspects), sous le no 57 et le nom de « Barbie/Barbier/Barby/von Barbier/Klein/Kleitz/Mayer/Menez »,.
L'ancien patron de la Gestapo de Lyon se fait discret, mais n'hésite pas à organiser, fin 1945, avec d'anciens SS, un réseau de résistance nazie. Cependant, en butte à l'indifférence de la population et à la répression des Alliés, ce réseau est vite infiltré et la plupart de ses membres arrêtés début 1947 (opération Selection Board). Plusieurs fois arrêté, Barbie réussit à cacher sa véritable identité et à s'évader.

### Au service de l'Armée américaine (avril 1947 à mars 1951)
En avril 1947, Klaus Barbie rencontre Joseph Merck ou Kurt Merk, ancien officier de l'Abwehr en poste à Dijon pendant la guerre, avec qui il avait travaillé lorsqu'il était en poste à Lyon, qui lui propose d'entrer au réseau Peterson qu'il commande et qui est entièrement financé par le CIC (Counter Intelligence Corps, Armée américaine). Par deux fois, des agents français demandent à parler avec Klaus Barbie au sujet de l'affaire René Hardy, mais le CIC pense qu'il s'agit alors de l'arrêter et cache sa présence. Le responsable de Barbie au sein du CIC, Erhard Dabringhaus, ne prend conscience que Barbie est un criminel qu'après plusieurs mois, informé par Kurt Merk. Début 1948, il en informe sa hiérarchie qui préfère continuer à utiliser Barbie. À partir de ce moment-là, la France commence à réclamer l'extradition de Klaus Barbie. Le Counter Intelligence Corps donne trois raisons pour expliquer la protection qui lui est accordée :
- d'abord, que son aide est précieuse au moment de la guerre froide ;
- ensuite, que ses « prétendus crimes » contre la Résistance étaient des « actes de guerre » et que les Français recherchent davantage la vengeance que la justice ;
- enfin, qu'on ne peut plus faire confiance à une France submergée par les communistes qui veulent en fait interroger Barbie sur la pénétration en Amérique du Parti communiste d'Allemagne et des services secrets français[20].

Le CIC est vivement intéressé par l'expérience que Barbie a acquise en France contre la résistance communiste, surtout afin d'obtenir des informations sur la pénétration communiste des services secrets français, sur les activités du Parti communiste français en France, dans l'armée française et la zone française en Allemagne ainsi que sur celles des services secrets français dans la zone américaine,.
Dans le cadre des deux procès intentés à René Hardy, suspecté d'avoir trahi Jean Moulin, le tribunal militaire de Lyon poursuit Klaus Barbie qui est condamné à la peine capitale par contumace le 16 mai 1947 et le 25 novembre 1954.

### Amérique du Sud (1951-1983)

#### Au service de l'État bolivien

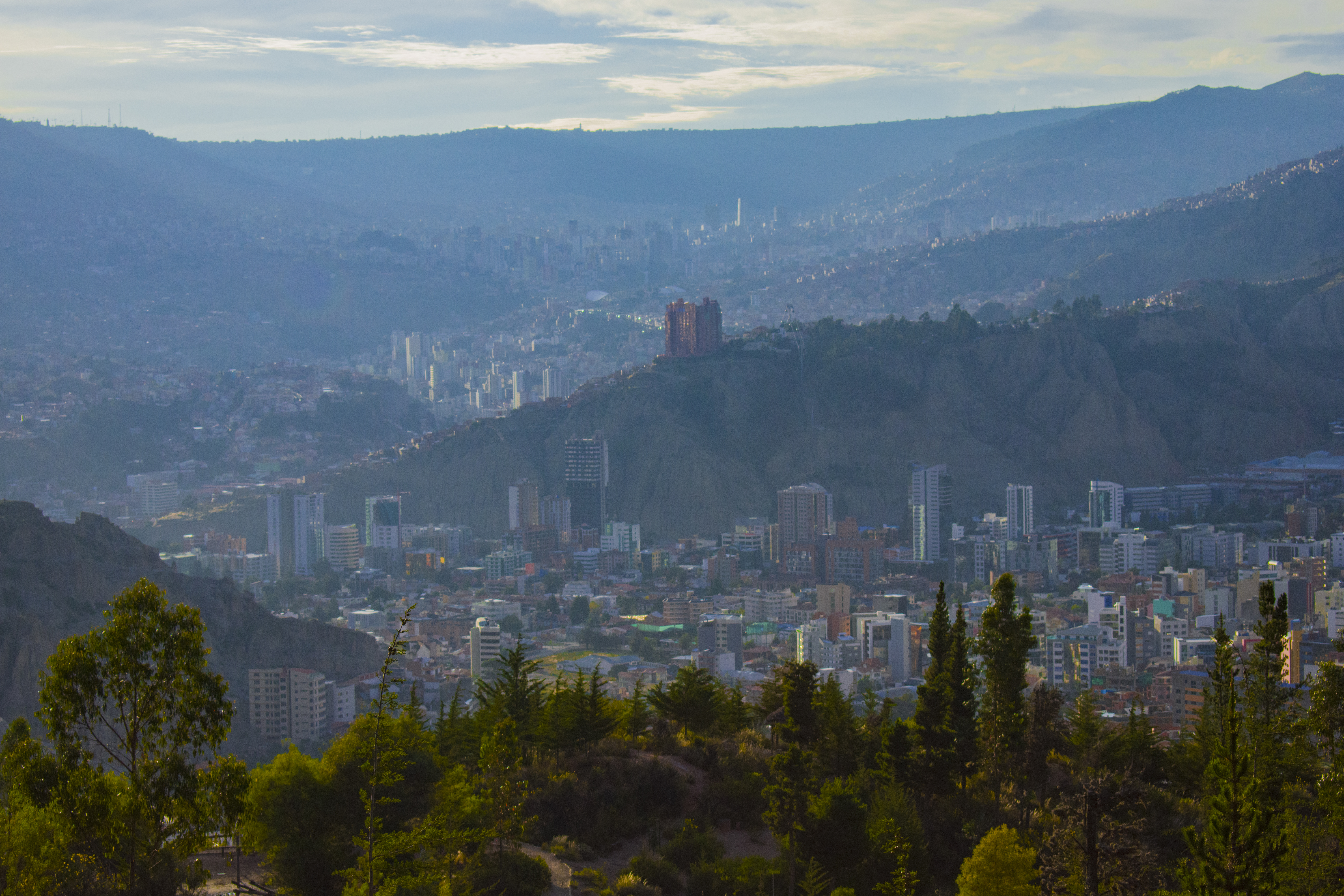
Vue aérienne de La Paz en Bolivie où Barbie vit durant des décennies.

En 1951, Barbie est accusé de vol par la police allemande. Il est exfiltré vers l'Argentine avec le concours des services secrets américains (CIA) et du prêtre croate Krunoslav Draganović. Dans sa fuite, il passe notamment par Vienne — où il est aidé par le diplomate Kurt Waldheim — Milan, Rome et Gênes.
Sous la fausse identité de « Klaus Altmann », il s'installe en Bolivie, obtient la nationalité bolivienne et dirige une entreprise d'exploitation de bois, puis, de 1966 à 1971, la Compagnie Transmaritima Boliviana, première compagnie maritime du pays qui s'adonne au trafic d'armes et de drogues au profit des dictatures militaires d'Amérique du Sud,.
À partir de 1964, Barbie collabore activement avec l'armée bolivienne et donne des conseils pour la recherche et la torture des opposants.
Selon diverses informations, après l'émergence de Che Guevara en Bolivie en 1966, les compétences de Barbie étaient à nouveau recherchées et il a travaillé pour le ministère de l'Intérieur bolivien avec le grade de lieutenant en tant qu'instructeur et conseiller des forces de sécurité. Au cours d'une interview, Alvaro de Castro, l'un de ses amis en Bolivie, a affirmé que Barbie « se vantait souvent de traquer le Che ».
Des personnes ayant rencontré Barbie pendant son séjour en Bolivie ont déclaré qu'il était un ferme partisan de l'idéologie nazie et de l'antisémitisme. Barbie et De Castro étaient proches de Josef Mengele et Adolf Eichmann, que Barbie soutenait et souhaitait aider à rester en fuite,,,,.
De 1965 à 1967, jusqu'à la mort de Che Guevara dans la jungle bolivienne, il semble qu'il soit de nouveau au service de la CIA. En 1971, il soutient le coup d'État du colonel Hugo Banzer et pour conforter son régime, Barbie crée une organisation paramilitaire d'extrême droite Les Fiancés de la mort,,. Il serait aussi, selon des documents déclassifiés de la CIA et du congrès américain, impliqué dans le trafic de cocaïne en collaboration avec le régime bolivien dans les années 1970.
Il s'installe ensuite au Pérou. Cependant, l'arrivée de Beate Klarsfeld, militante allemande anti-nazie majeure de l'après-guerre, l'oblige à regagner la Bolivie.

#### Traque
En effet, dès 1961, une enquête de la police allemande, alimentée par les archives de la VVN, détermine que Barbie s'est réfugié en Bolivie. En 1969, lorsque sa fille Ute Messner demande un visa pour l'Allemagne, les autorités découvrent finalement que « Klaus Altmann » est Klaus Barbie. Toutefois, face aux difficultés administratives, l'affaire est sur le point d'être classée quand les protestations de Beate Klarsfeld viennent la relancer : le 1er octobre 1971, elle obtient, non sans mal, du procureur allemand Manfred Ludolph la reprise de l'instruction ouverte en 1960 par le parquet de Munich contre l'ex-SS-Hauptsturmführer Barbie. D'après l'historien Peter Hammerschmidt, Klaus Barbie aurait même travaillé pour le Service fédéral de renseignement de la République fédérale d'Allemagne entre 1966 et 1967 sous le nom de code « Adler ».
Le magistrat Manfred Ludolph remet à Beate Klarsfeld deux photographies de Barbie, dont l'une prise en 1968 à La Paz, avec un homme qui lui ressemble fortement autour d'un groupe d'hommes d'affaires. En décembre 1971, les Klarsfeld obtiennent d'Allemands établis en Bolivie l'adresse et le faux nom des Barbie installés à Lima. La photo paraît dans la presse, si bien que les autorités péruviennes demandent aux Barbie de partir, ne voulant pas risquer de refuser à la France son extradition. Le 19 janvier 1972, L'Aurore publie un article retentissant : « L'ex-nazi Klaus Barbie vient de se réfugier au Pérou après un long séjour en Bolivie. La France va-t-elle le réclamer ? ». Le dossier des Klarsfeld monté contre Barbie est désormais médiatisé.
Le journaliste Ladislas de Hoyos parvient à l'interviewer les 3 et 4 février 1972, en Bolivie. Durant cette entrevue surveillée par le gouvernement bolivien, le journaliste s'adresse à Klaus Altmann en français, et ce dernier répond à la question en allemand, trahissant sa compréhension de la langue française. Au cours du même entretien, Ladislas de Hoyos piège Klaus Altmann en lui transmettant deux photos de Jean Moulin, lui demandant de l'identifier. Altmann nie connaître le résistant français et rend les photos au journaliste. En les manipulant, Altmann laisse sur celles-ci ses empreintes digitales qui permettront aux autorités françaises de l'identifier formellement,,,. Le reportage est ensuite diffusé sur Antenne 2. C'est lors de cette diffusion que Klaus Barbie est reconnu par Simone Lagrange, qu'il avait torturée en 1944.
Le 22 avril 1973, le journal O Globo publie un entretien dans lequel Altmann avoue être Klaus Barbie.

#### Fin des protections
Klaus Barbie, personnage important en Bolivie, est protégé par le régime Banzer dont il est un soutien et un assistant dans sa lutte contre les opposants, jusqu'à sa chute en 1978.
Cependant, le gouvernement américain contraint le président bolivien à démissionner l'année suivante. Avec le retour des militaires dans leurs casernes, l'étau se resserre sur Barbie. Dans Le Monde du 21 février 1979, l'ancien président Hernán Siles Zuazo qui sera élu pour un nouveau mandat de 1982 à 1985, déclare : « Évidemment, un gouvernement démocratique ne peut pas protéger un criminel comme Barbie. Nous luttons contre le fascisme local et contre tout fascisme d'où qu'il vienne ».
Il participe à la préparation d'un coup d'État en 1980 par Luis García Meza Tejada en recrutant des mercenaires pour le nouveau régime dans lequel Barbie est nommé colonel honoraire des services de renseignements ; à ce poste, il élimine plusieurs opposants.

### Expulsion et condamnation (1983-1991)

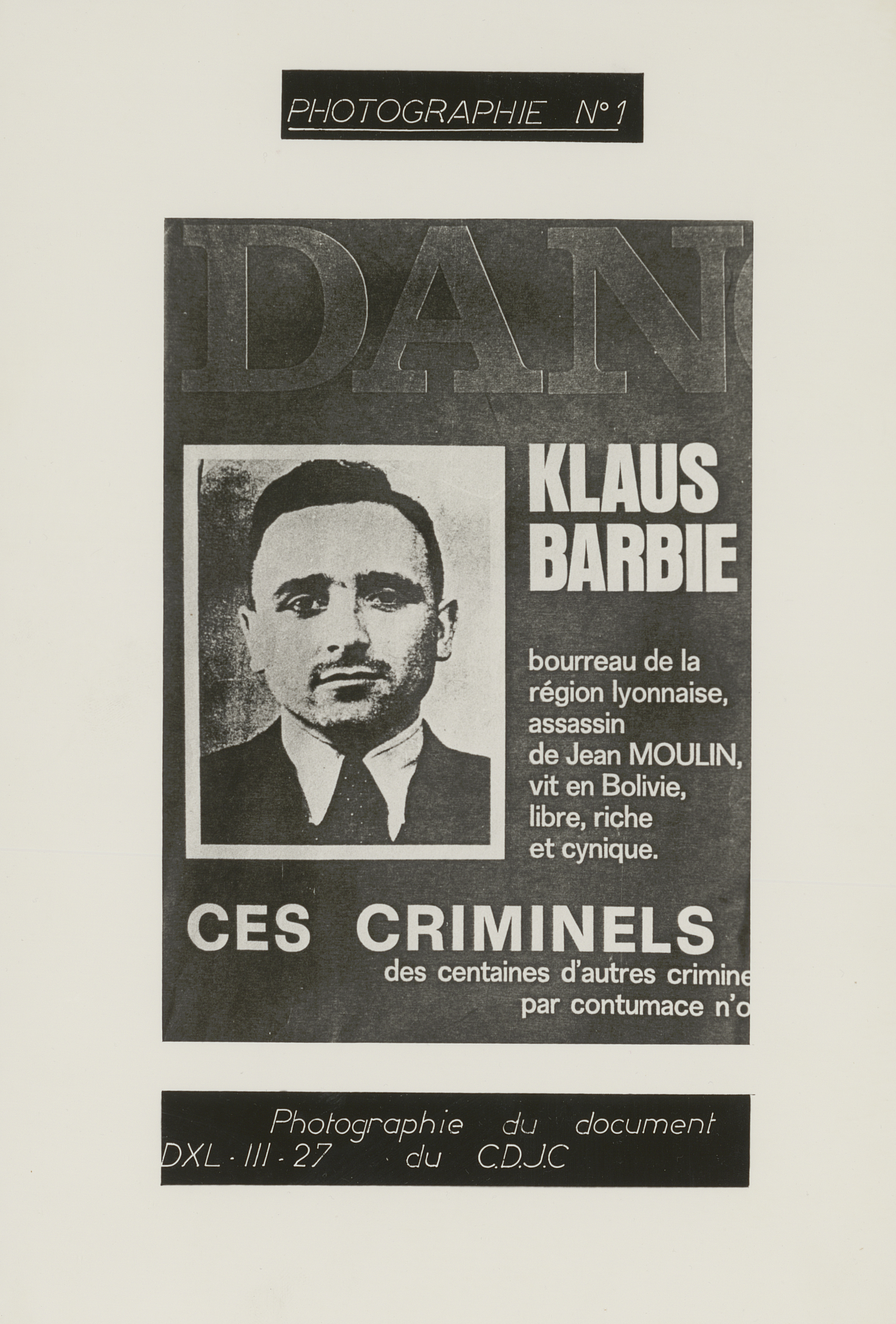
Dossier de photographies soumises aux témoins du procès Barbie, portrait de Klaus Barbie, ADRML, 4544 W 23, 1987

#### Retour en France
Après bien des péripéties et des atermoiements, après que le gouvernement français a accordé à la Bolivie une importante aide au développement (certains parlent d'une livraison de plusieurs tonnes d'armes pour la police bolivienne en échange de Barbie,), Klaus Barbie est arrêté à La Paz le 25 janvier 1983 ; l'inculpation alors avancée est celle d'escroquerie pour défaut de paiement d'une dette de dix mille dollars et d'infraction aux lois sur l'immigration,,.
Il est expulsé vers la France le 5 février 1983 et, fait symbolique, incarcéré pendant une semaine à la prison Montluc (prison militaire située à Lyon servant de lieu de détention pendant la Seconde Guerre mondiale) sur ordre de Robert Badinter, ministre de la Justice à l'époque : « Quarante ans après ses crimes, c’est à Montluc que Barbie devait passer la nuit, seul dans une cellule avec les ombres des êtres qu’il avait martyrisés. »
Lors de son retour en France, certaines de ses victimes juives avaient pour projet d'assassiner l'ancien nazi. Ayant la volonté de se venger, une certaine Monique C. est arrêtée à l'aéroport de Lyon en possession d'une carabine. Elle avoue plus tard aux autorités qu'elle avait pour but d'assassiner Klaus Barbie, qui l'avait fait déporter à Drancy en 1944.

#### Procès

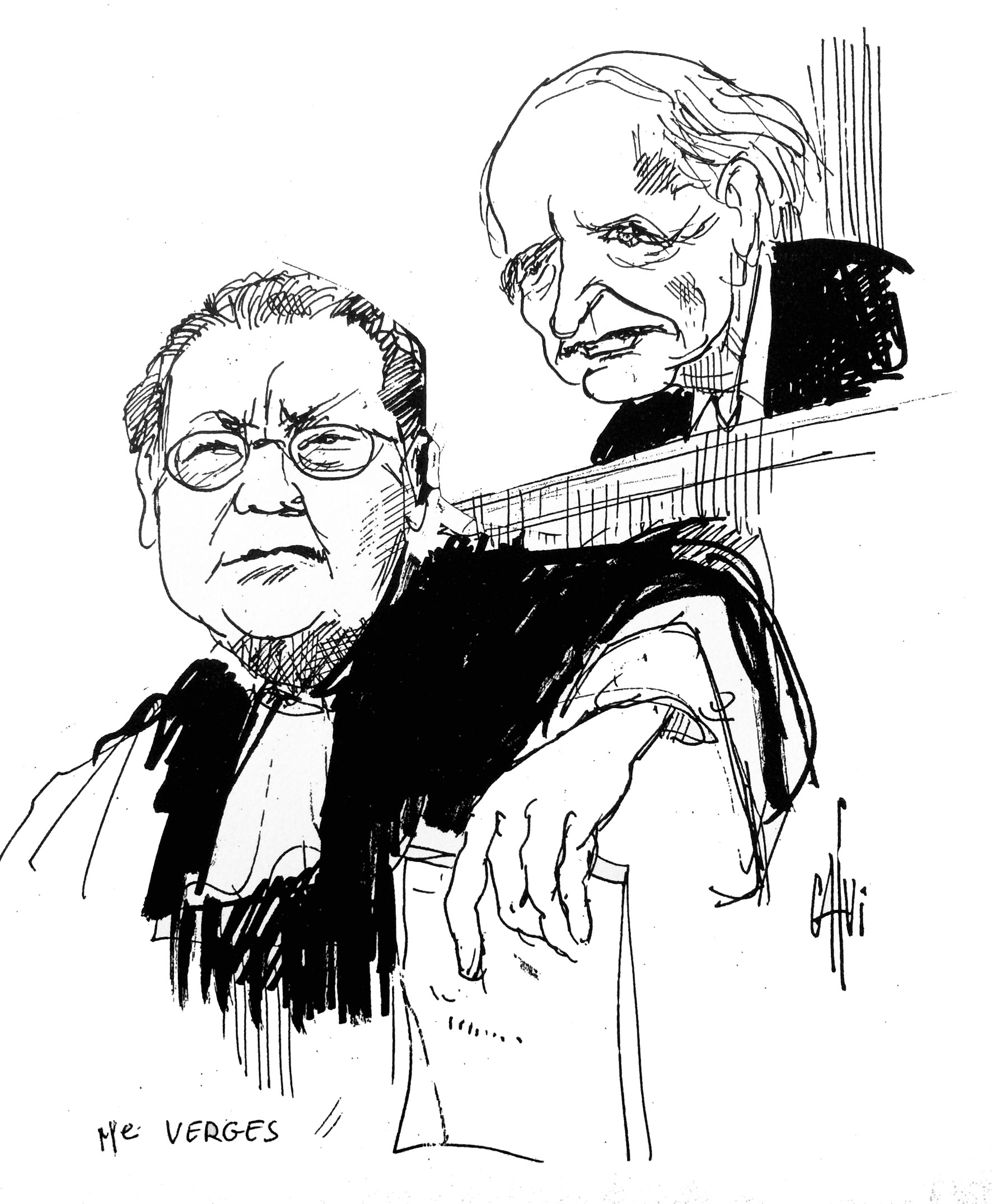
Jacques Vergès et Klaus Barbie lors de son procès. Lyon 1987 (dessin de Calvi)

Son procès devant la cour d'Assises du Rhône débute le 11 mai 1987, dans la salle des pas perdus du palais de justice de Lyon. La salle principale de la cour d'assises étant trop petite pour le nombre de parties civiles et de témoins attendus (sans compter le public et la presse), il a en effet été décidé de construire une salle d'assises temporaire dans la salle des pas perdus, pouvant accueillir 750 personnes.
Le président du tribunal, André Cerdini, décide de ne pas faire comparaître Barbie dans une cage de verre blindé, estimant que l'accusé n'avait pas à bénéficier d'une telle protection. L'accusation est menée par Pierre Truche, assisté de Jean-Olivier Viout. Sa défense est assurée par l'avocat Jacques Vergès ainsi que par Jean-Martin Mbemba (avocat congolais) et par Nabil Bouaita (avocat algérien). 39 avocats représentent les parties civiles, Juifs et résistants déportés.
Au troisième jour du procès, quand commencent les dépositions de ses victimes, Barbie, fuyant la confrontation, lit une brève déclaration. Il annonce son intention de ne plus comparaître aux audiences comme l'y autorise le droit français, au motif de l'illégalité de sa détention.
Le 4 juillet 1987, au terme de neuf semaines de procès, et après six heures et demie de délibération, la cour d'assises du Rhône déclare Klaus Barbie coupable de dix-sept crimes contre l'humanité et le condamne à la prison à perpétuité « pour la déportation de centaines de Juifs de France et notamment l'arrestation, le 6 avril 1944, de 51 personnes à la maison d'enfants d'Izieu et leur déportation à Auschwitz ».
C'est la première fois que ce chef d'accusation est retenu en France.

### Incarcération et mort
Pendant toute la période de son procès et après sa condamnation à la prison à perpétuité, Klaus Barbie est incarcéré dans les prisons Saint-Paul et Saint-Joseph à Lyon.
Le 25 septembre 1991, il meurt à l'hôpital Lyon Sud situé à Pierre-Bénite, à 77 ans, des suites d'un cancer du sang et de la prostate,.

### Famille
Sa femme, Regine Barbie, est morte d'un cancer en Bolivie peu avant que son mari fût extradé. Leur fils, Klaus-Georg Altmann, est mort dans un accident de deltaplane près de Cochabamba en 1981. Leur fille, Ute Messner, qui a quitté la Bolivie en 1969 s'est installée en Autriche où elle a épousé Heinrich Messner. Elle rend visite à son père en prison en France avant son procès. Après sa mort en 1991, elle récupère ses cendres et les emporte en Autriche,.